# Souleymane Sané
Pour les articles homonymes, voir Sané.
Souleymane Sané (né le 26 février 1961 à Dakar au Sénégal) est un ancien footballeur sénégalais qui évoluait au poste d'attaquant. Il est le père du joueur du Bayern Munich Leroy Sané.

## Biographie
Il a joué en Allemagne notamment au SC Fribourg, au SG Wattenscheid 09 et au FC Nuremberg. 
Meilleur buteur du championnat autrichien avec le FC Tirol Innsbruck en 1995 (20 buts).
Il compte 55 sélections en équipe du Sénégal.
Il est le père du footballeur international allemand Leroy Sané né en 1996.